# Cantón de Pézenas
El cantón de Pézenas es una división administrativa francesa, situada en el departamento del Hérault y la región Occitania.

## Composición
Desde el 22 de marzo de 2015, el cantón de Pézenas agrupa quince comunas:
- Pézenas
- Abeilhan
- Alignan-du-Vent
- Castelnau-de-Guers
- Caux
- Coulobres
- Florensac
- Montblanc
- Nézignan-l'Évêque
- Pinet
- Pomérols
- Puissalicon
- Saint-Thibéry
- Tourbes
- Valros

|  |  |  |